# Eclissi solare del 14 ottobre 2004
L'eclissi solare del 14 ottobre 2004 è un evento astronomico che avrà luogo il suddetto giorno attorno alle ore 3:00:23 UTC.